# دنیل لاپاج
دنیل لاپاج (به انگلیسی: Danielle Lappage؛ متولد ۲۴ سپتامبر ۱۹۹۰) کشتی‌گیر آزادکار تیم ملی کانادا است.
از افتخارات وی می‌توان به کسب مدال نقره وزن ۶۵ کیلوگرم در مسابقات قهرمانی کشتی جهان ۲۰۱۸ اشاره کرد. وی سابقه حضور در المپیک ۲۰۱۶ ریو و المپیک ۲۰۲۰ توکیو را دارد.